# Terék József
Terék József (Tápiószele, 1980. november 29. –) Magyar Arany Érdemkereszttel kitüntetett népzenész, zeneszerző, zenei rendező, népzenekutató.

## Élete
1980. november 29-én született Tápiószelén. Kilenc évesen kezdett zenét tanulni, első hangszere a klarinét, első tanára pedig Szótér Béla volt. Később számos egyéb hangszeren is megtanult játszani, köztük citerán, furulyán, cimbalmon, nagybőgőn, gitáron, szaxofonon és zongorán. 12 éves korában lett a tápiószentmártoni Tótágas zenekar tagja, ekkoriban kezdett érdeklődni a nagybőgő iránt. Érettségi után a budapesti Kőbányai Zenei Stúdióba felvételizett, ahol klarinét és szaxofon szakon végzett. 2000-től a nagykátai Tápiómente Táncegyüttessel dolgozott, mint a próbák zongora korrepetitora; 2001-től nagybőgősként is dolgozott az együttesnél. 2003-ban a Bíró zenekar nagybőgőse lett.
2004-ben nyert felvételt a Nyíregyházi Főiskolára, ének-zene és népzene tanári szakra; szakdolgozatát a mezőségi zene összhangzattanából és funkcióelméletéből írta; később elvégezte az ének-zene tanári mesterképzést is. Közben, 2004 és 2008 között csaknem négy éven keresztül játszott a salgótarjáni Dűvő zenekarban, amely ebben az időben Sebestyén Márta egyik kísérő zenekara volt. 2008 óta szólistaként is játszik több zenekar kíséretében. Saját zenekara Terék József és barátai néven működik.
2017-ben Pest megye önkormányzatának felkérésére feldolgozta a Kodály Zoltán által, a megye területén – összesen kilenc településen, Dömsödön, Gombán, Gyónban, Őrszentmiklóson, Pátyon, Szigetszentmiklóson, Tinnyén, Tökön és Váchartyánban – gyűjtött, száznál több népdalt, melyekből egy cd is megjelent a megyei önkormányzat kiadásában, az ő zenei szerkesztésében. A Kodály halálának 50. évfordulójára, „Ha felülök, hej, a pátyi határon” címmel megjelent kiadvány lemezbemutató koncertje 2017. szeptember 24-én zajlott Szigetszentmiklóson, az előadásnak Terék József volt a zenei rendezője.

## Elismerései
2014-ben „A Tápió-mente népdalainak és népzenéjének feldolgozásáért és népszerűsítéséért, valamint zenepedagógiai és előadóművészi tevékenysége elismeréseként” megkapta a Magyar Arany Érdemkereszt kitüntetést.